# Cambarus scotti
Cambarus scotti är en kräftdjursart som beskrevs av Hobbs 1981. Cambarus scotti ingår i släktet Cambarus och familjen Cambaridae. IUCN kategoriserar arten globalt som livskraftig. Inga underarter finns listade i Catalogue of Life.